# Гедёвари, Имре
Имре Гедёвари (венг. Imre Gedővári; 1 июля 1951, Будапешт, Венгрия — 22 мая 2014) — венгерский фехтовальщик-саблист, чемпион летних Олимпийских игр в Сеуле (1988), двукратный призёр летних Олимпийских игр в Москве (1980).

## Спортивная карьера
Выступал за клубы «Уйпешт Дожа» и «Вашаш», становился десятикратным чемпионом Венгрии.
В середине 1970-х гг. начал свою международную карьеру как саблист. Выступая на чемпионатах мира в соревнованиях саблистов становился:
- серебряным призёром в команде — в Будапеште (1975),
- бронзовым призёром в команде — в Буэнос-Айресе (1977),
- чемпионом мира в команде — в Гамбурге (1978),
- серебряным призёром в личном первенстве и чемпионом в команде — в Клермон-Ферране (1981).
- бронзовым призёром в личном зачете и чемпионом в команде — в Риме (1982),
- серебряным призёром в команде — в Вене (1983),
- бронзовым призёром в команде — в Барселоне (1985).

В 1981 г. стал первым чемпионом Европы по фехтованию среди саблистов на первенстве, проходившем в итальянской Фодже.
На летних Олимпийских играх в Москве (1980) выиграл две бронзовые медали: в личном зачете и в командных соревнованиях саблистов. Через четыре года на Олимпиаде вСеуле (1988) выиграл командное золото.
Дважды признавался фехтовальщиком года в Венгрии (1978 и 1984).
В 1989—1991 гг. — генеральный секретарь Венгерской Федерации фехтования. В 1991—1996 гг. — председатель спортивного клуба Újpesti Torna Egylet.
В 1988 г. был награждён венгерским орденом Звезды.

## Высказывания
«Нужно приспосабливать аппарат к сабле, а не саблю к аппарату» (долгое время сабля, в отличие от рапиры и шпаги, не была электрифицирована, что приводило к известному субъективизму в судействе)